# Зоран Пурковић
Зоран Пурковић (Калиновик, 2. септембар 1959) је пуковник Војске Републике Српске. Током Одбрамбено-отаџбинског рата командовао је батаљоном, а од 1994. био је командант 8. моторизоване бригаде.

## Биографија
Рођен је 1959. године у Калиновику као други син од оца Јована и мајке Росе. Основну школу и гимназију завршио је у родном мјесту, а Војну академију Копнене војске у Београду. У току школовања одлучио се за род пјешадију, коју је наредне двије године изучавао. Године 1982. дипломирао је у Центру за обуку официра пјешадије у Сарајеву. Школа резервних официра пјешадије у Билећи била му је прво радно мјесто и ту је био до септембра 1986. године, одакле је премјештен у гарнизон Мостар, на дужност командира вода минобацача 82 мм у 10. моторизованој бригади. Ту је обављао дужности командира противоклопне и моторизоване чете, гдје је дочекао и ратна дешавања. Био је командант батаљона, а септембра 1994. године постављен је за команданта 8. херцеговачке моторизоване бригаде. Одмах након Дејтонског споразума, 1996.
године, са мјеста команданта бригаде одлази у Генералштабну школу у Београд гдје проводи годину дана. Након тога формирао је једну бригаду у родном Калиновику. Затим је 1998. године распоређен за оперативца у Команду Херцеговачког корпуса ВРС. Године 2000. одлази у Војску Југославије, гдје је био оперативац у војној болници у Мељинама. Приликом раздруживања Србије и Црне Горе одлази у Београд, у Генералштаб, и ту је био на служби до 2013. године, тј. до одласка у пензију у чину пуковника. Носилац је Ордена Милоша Обилића. Ожењен је, отац сина и кћерке. Данас живи у Београду.